# Karlay Island
Karlay Island är en ö i Kanada.   Den ligger i territoriet Nunavut, i den östra delen av landet, 1 200 km norr om huvudstaden Ottawa.
Trakten runt Karlay Island består i huvudsak av gräsmarker. Trakten runt Karlay Island är nära nog obefolkad, med mindre än två invånare per kvadratkilometer.